# Aplysinopsis
Aplysinopsis é um gênero de esponja marinha da família Thorectidae.

## Espécies
- Aplysinopsis elegans Lendenfeld, 1888
- Aplysinopsis lobosa Burton, 1932
- Aplysinopsis schmidti Marenzeller, 1877